# 皮耶罗·托斯卡尼
皮耶罗·托斯卡尼（義大利語：Piero Toscani，1904年7月28日—1940年5月23日），意大利男子拳击运动员。他曾代表意大利参加1928年夏季奥林匹克运动会拳击比赛，获得男子中量级金牌。